# Abronia fragrans
Abronia fragrans är en underblomsväxtart som beskrevs av Thomas Nuttall och William Jackson Hooker. Abronia fragrans ingår i släktet Abronia och familjen underblomsväxter.

## Underarter
Arten delas in i följande underarter:
- A. f. elliptica
- A. f. harrisii
- A. f. pterocarpa

## Bildgalleri

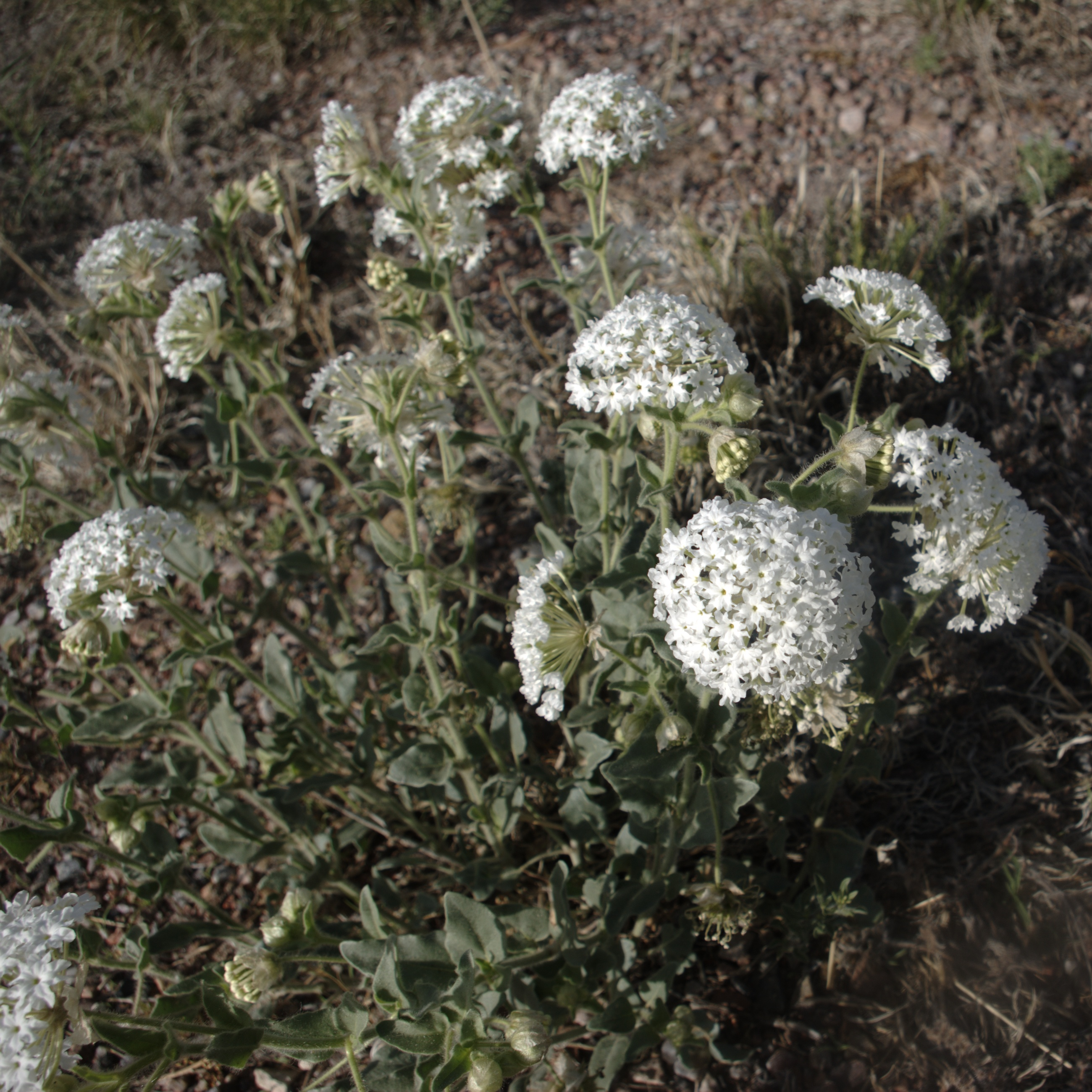
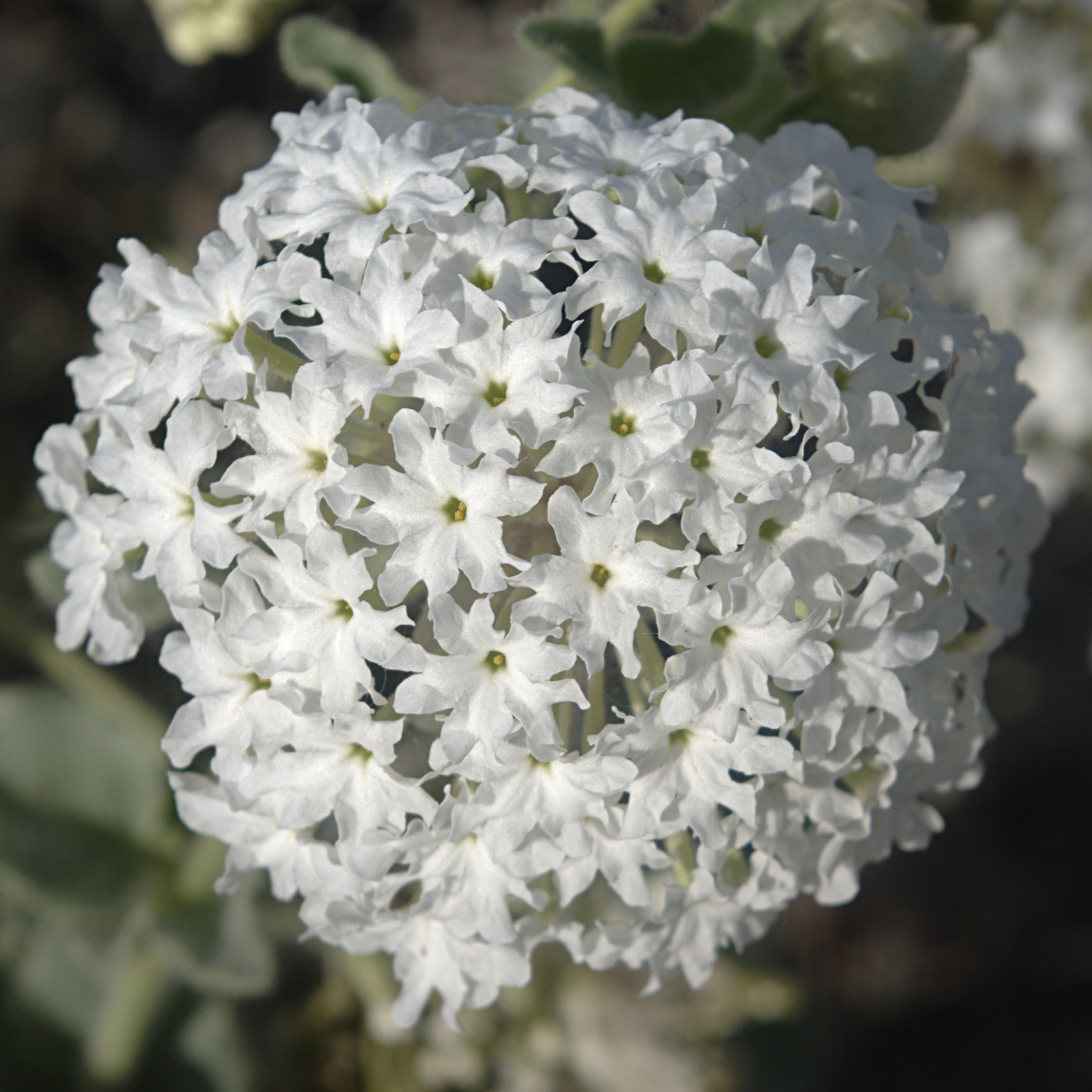